# An American Pickle
An American Pickle ist eine US-amerikanische Tragikomödie aus dem Jahr 2020. Regie führte Brandon Trost, das Drehbuch schrieb Simon Rich. Die Hauptrollen übernahmen Seth Rogen und Sarah Snook.

## Handlung
Nachdem ihr Dorf von russischen Kosaken überrannt wurde, emigrieren Herschel Greenbaum und seine Ehefrau Sarah 1919 aus ihrem Schtetl nach Amerika. Herschel findet eine Anstellung als Kammerjäger in einer Gurkenfabrik und kann von seinem Lohn für zwei Gräber auf einem jüdischen Friedhof sparen. Nachdem er bei der Jagd nach Ratten in ein Gurkenfass gefallen ist, wird die Fabrik geschlossen und Herschel in der Lauge zurückgelassen.
Nachdem Herschel 100 Jahre später durch die Hilfe einer Drohne in Brooklyn aufwacht, wird ihm mitgeteilt, dass sein einziger lebender Verwandter sein Urenkel Ben, ein App-Programmierer, ist. Ben freut sich über den unerwarteten Familienzuwachs, stimmt aber nur widerwillig zu, mit Herschel auf den Friedhof zu gehen, auf dem deren Vorfahren und Sarah begraben sind. Herschel ist angewidert, als er feststellt, dass der Friedhof verkommen ist und die Gräber von einer russischen Wodka-Werbetafel überragt werden. Er prügelt sich mit Bauarbeitern, die ein neues Plakat anbringen wollen, was zu seiner und Bens Verhaftung führt.
Auf Kaution entlassen, kann Ben nun aufgrund seines neuen Strafregisters keine Investoren für seine App finden. Herschel beschließt, ein Gurkengeschäft zu eröffnen, um die Werbetafel über dem Friedhof zu kaufen und zu entfernen. Sein Geschäft läuft gut, von Neid getrieben erzählt Ben dem Gesundheitsamt jedoch, dass Herschel Produkte verwendet, die er in Mülltonnen gefunden hat, was dazu führt, dass Herschel 12.000 US-Dollar Strafe zahlen muss. Herschel kann sich mit Hilfe von unbezahlten Praktikanten finanziell erholen, wodurch sein Geschäft noch populärer wird und er den Friedhof instand setzen und die Werbetafel entfernen lassen kann.
Ben rät Herschel, dessen konservative Überzeugungen online zu veröffentlichen, was anfangs zu großen Protesten führt, doch später wird Herschel dann als eine Ikone der freien Meinungsäußerung angesehen. Während Herschel eine Debatte im Fernsehen moderiert, taucht Ben auf und provoziert ihn. Herschel äußert sich kritisch über das Christentum, wodurch er in der Öffentlichkeit geächtet und von einigen Fanatikern gejagt wird. Selbst die Regierung möchte ihn loswerden und versucht, ihn in sein Heimatland abzuschieben. Auf der Flucht bricht Herschel durch ein Fenster in Bens Wohnung ein und überzeugt ihn, ihm zu helfen, zur kanadischen Grenze zu gelangen. Scheinbar versöhnen sie sich und Ben gesteht, dass er versucht hat, Herschel geschäftlich zu ruinieren, Herschel gesteht im Gegenzug, dass er von Ben enttäuscht ist, da er sich mehr für seine App als für das Erbe der gemeinsamen Familie interessiert. Sie geraten aneinander, Herschel stiehlt Bens Rucksack und verlässt die Wohnung. Er rasiert sich und kleidet sich wie Ben, um als Ben durchzugehen. Die Polizei glaubt nun, dass der echte Ben Herschel ist, er wird verhaftet und in das Heimatland Herschels abgeschoben. Später kehrt Herschel in seine Heimat zurück und findet Ben in einer Synagoge. Sie versöhnen sich und kehren nach Brooklyn zurück, um eine Website zum Verkauf von Essiggurken zu entwickeln.

## Produktion

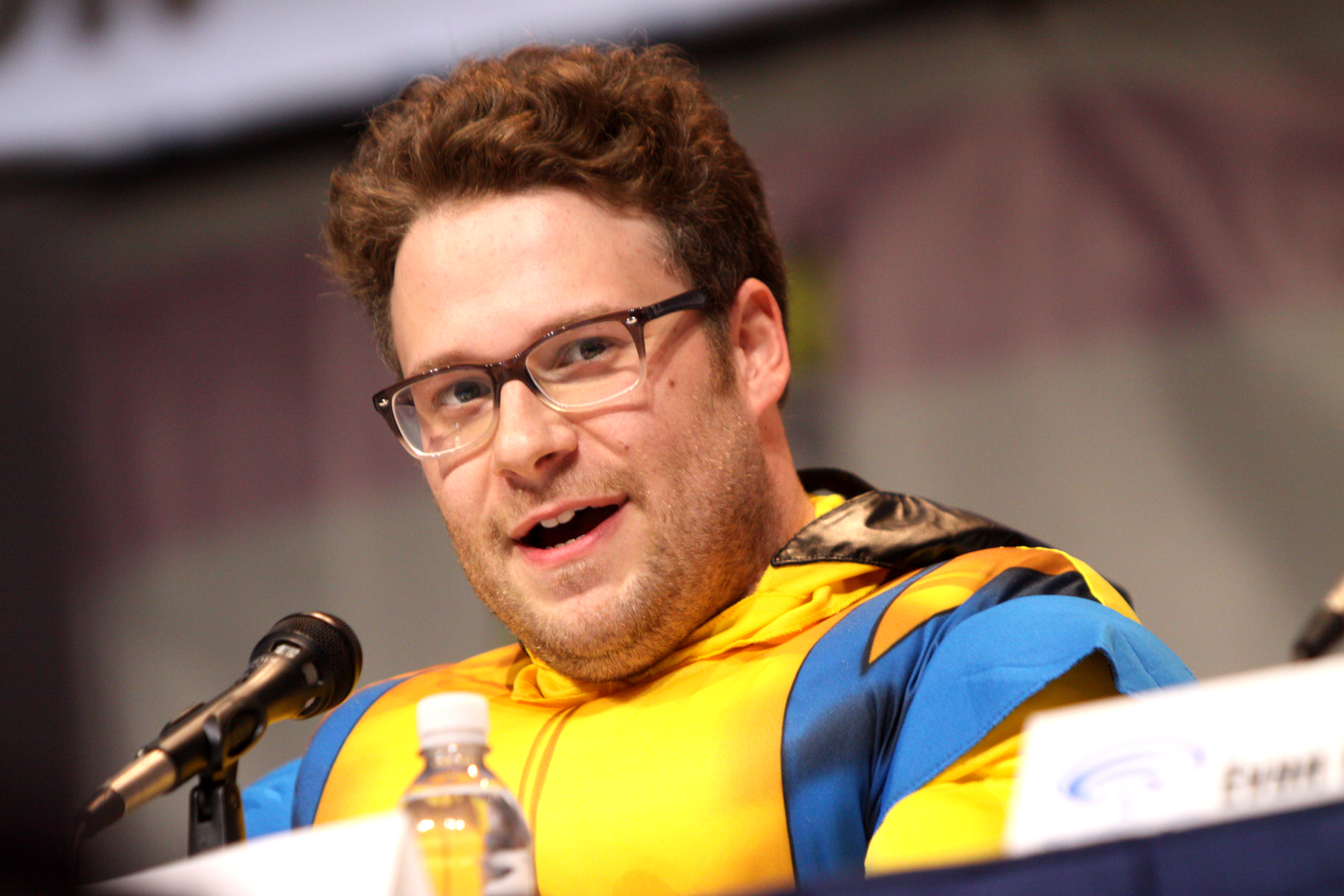
Seth Rogen 2019

Im Mai 2013 wurde bekannt, dass Sony Pictures die Filmrechte an der Kurzgeschichte Sell Out von Simon Rich erworben hatte. Als Produzenten waren Rogen, Evan Goldberg und James Weaver vorgesehen, während Rich als ausführender Produzent fungieren sollte. Zu den Produktionsfirmen, die an dem Film beteiligt waren, sollte Point Grey Pictures gehören.
Im September 2018 wurde bekannt, dass Brandon Trost die Regie übernehmen wird, Rich das Drehbuch schreiben wird und Alexandria McAtee als zusätzliche Produzentin hinzukommt.
Die Dreharbeiten fanden vom 29. Oktober bis zum 22. Dezember 2018 in Pittsburgh, Pennsylvania statt.

## Veröffentlichung
Am 27. April 2020 wurde bekannt, dass Warner Bros. die weltweiten Vertriebsrechte an dem Film von Sony Pictures erworben hat. Am 6. August 2020 wurde der Film in den Vereinigten Staaten auf HBO Max und in Kanada auf dem VOD-Partner Crave digital veröffentlicht.

## Rezeption
Bei Rotten Tomatoes hat der Film eine Zustimmungsrate von 72 Prozent basierend auf 170 Kritiken, mit einer durchschnittlichen Bewertung von 6.10/10. Bei Metacritic hat der Film eine gewichtete Durchschnittsnote von 58/100, basierend auf 39 Kritiken, was auf „gemischte oder durchschnittliche Kritiken“ hinweist.
Barry Hertz von The Globe and Mail gab dem Film drei von vier Sternen und schrieb: „Seth Rogen schafft es, dass das harsche Doppelrollen-Konzept des Films jenseits der bloßen Effekthascherei funktioniert. Es gibt Herschel und es gibt Ben, und Rogen spielt jeden von ihnen mit einer ganz eigenen Energie...“
Matt Zoller Seitz von rogerebert.com vergibt zweieinhalb Sterne von vier und meint: „...An American Pickle ist immer dann charmant und bewegend, wenn der Film sich damit begnügt, ein Zwei-Personen-Stück zu sein. Da passiert das dramatische und thematische Geschehen. Und es passiert vor allem durch Rogens Doppelrolle...“